# Huntsville (Utah)
Huntsville è una città degli Stati Uniti d'America, situata nello Stato dello Utah, nella Contea di Weber.